# Emirat de Kazaure
L'emirat de Kazaure fou un estat històric i avui dia un emirat tradicional del nord de Nigèria a l'estat de Jigawa. La seva capital des de 1819 és Kazaure.
Va ser fundat per Dan Tunku, un guerrer fulani, que va ser un dels 14 portadors de la bandera verda de la gihad Fulani (guerra santa) del líder Usman Dan Fodio. Dan Tunku va arribar des de la propera ciutat de Dambatta (Dambarta) a un llogaret d'estaques que va anomenar Kazaure i va establir un emirat que va agafar territoris dels contigus emirats de Kano, Katsina, i Daura.
Durant el regnat (1824-57) de l'emir Dambo, fill i successor de Dan Tunku, l'emirat es va ampliar (parcialment a costa de l'estat adjacent de Damagaram), i es van construir les muralles i el palau de la ciutat de Kazaure. Les guerres amb Damagaram van continuar fins a la victòria de Kazaure el 1889. Kazaure va ser ocupada pels britànics el 1906, i l'emirat es va incorporar a la província de Kano. El 1968 va passar a formar part de l'estat de Kano i el 1991 va quedar dins l'estat de Jigawa que s'acabava de formar.

## Emirs (sarkin arewa)
- 1818 - 1824 Ibrahim Dan Tunku
- 1824 - 1857 Dambo dan Dan Tunku
- 1857 - 1886 Muhamman Zangi dan Dambo
- 1886 - 1914 Muhamman Mayaki dan Dambo
- 1914 - 1922 Muhammadu Tura dan Muhamman Mayaki
- 1922 - 1941 Umaru Na'uka dan Muhammadu Tura
- 1941 - 1969 Adamu dan `Abd al-Mu'mini
- 1969 - 1974 Ibrahim dan Adamu
- 1974 - 1994 Muhammadu dan Adamu
- 1994 - 1998 Husaini Adamu
- 1998 - Najib Husaini Adamu